# قطعنامه ۱۱۶۱ شورای امنیت
قطعنامه ۱۱۶۱ شورای امنیت سازمان ملل متحد که در تاریخ ۰۹ آوریل ۱۹۹۸ تصویب شد، سندی بین‌المللی دربارهٔ بررسی وضعیت در مورد رواندا است. این قطعنامه طی نشست ۳۸۷۰ام با ۱۵ رای موافق، ۰ مخالف و ۰ ممتنع تصویب شد.